# Reiner Schöne
Reiner Schöne (ur. 19 stycznia 1942 we Fritzlar) – niemiecki aktor filmowy i telewizyjny, piosenkarz, autor tekstów piosenek i autor.

## Życiorys
Urodzony we Fritzlar w Hesji, Schöne dorastał w Weimarze w byłym NRD, gdzie również rozpoczął karierę jako piosenkarz i aktor sceniczny. W 1969 roku otrzymał nagrodę Goldene Europa. Po występie gościnnym w Niemczech Zachodnich pod koniec lat 60., Schöne postanowił pozostać tam, pozostawiając za sobą swoich przyjaciół i rodzinę. Zaczął występować w niemieckich wersjach znanych musicali, w tym Hair. 
W połowie lat 80. przeniósł się do Hollywood, gdzie pracował z takimi artystami jak Clint Eastwood czy Kris Kristofferson. Popularność zyskał sobie rolą Shinnoka w sequelu Mortal Kombat 2: Unicestwienie (1997). Wystąpił również w filmach takich jak Ostatni sprawiedliwy, Szybcy i martwi, Akt zemsty, Akcja na Eigerze czy Ace Ventura: Psi detektyw. Był pierwszym Niemcem, który pojawił się w Star Trek: Następne pokolenie (1990) jako Esoqq.
Wielu Niemców najlepiej go zna z dubbingu dla takich hollywoodzkich aktorów jak Willem Dafoe, Sam Elliott i Mickey Rourke.
We wczesnych latach 80. przez kilka lat był żonaty z aktorką Alexandrą Bogojevic. W 1996 roku w USA poznał piosenkarkę bluesową Francescę Capasso, poślubił ją w maju 1996 i mieszkał z nią na małym ranczo w pobliżu Los Angeles. Często jednak dojeżdżał do pracy między USA a Niemcami. W 2002 małżeństwo rozpadło się. Schöne opuścił USA w tym samym roku i wrócił do Niemiec. W lipcu 2010 roku poślubił Anję, z którą ma córkę Charlotte-Sophie. Zamieszkał tuż pod Berlinem.

## Filmografia

### Filmy fabularne
- 1971: È tornato Sabata... hai chiuso un'altra volta jako Clyde
- 1974: Zwei himmlische Dickschädel jako Vilmos
- 1975: Akcja na Eigerze (The Eiger Sanction) jako Karl Freytag
- 1976: Anita Drögemöller und die Ruhe an der Ruhr jako Horobin
- 1979: Götz von Berlichingen mit der eisernen Hand jako Franz von Sickingen
- 1987: The Gunfighters (TV) jako Dutch Everett
- 1990: Opowieść podręcznej (The Handmaid's Tale) jako Łukasz, mąż Kate
- 1994: Niczyje dzieci (Nobody's Children, TV) jako Sorin Dornescu
- 1997: Mortal Kombat 2: Unicestwienie (Mortal Kombat: Annihilation) jako Shinnok
- 1997: Nuklearny szantaż (Crash Dive) jako Richter
- 1998: Babilon 5 (Babylon 5: In the Beginning, TV) jako Dukhat
- 1999: Götterdämmerung – Morgen stirbt Berlin (TV) jako zabójca
- 2002: Wyścig z mordercą (Der Wannsee-Mörder, TV) jako Frank Martens
- 2003: Ice Planet (TV) jako senator Jeremy Uvan
- 2003: Gwiezdne jaja: Część I – Zemsta świrów jako senator Bean
- 2010: Snowman's Land jako Berger
- 2010: Błękitny ognik (Das blaue Licht, TV) jako król Karl
- 2011: Die Trixxer (TV) jako Alouis
- 2011: Ksiądz (Priest) jako kaznodzieja
- 2012: Die vierte Macht jako Sokolow
- 2012: Das Kind jako Frederik Losensky
- 2015: Najpiękniejsze baśnie braci Grimm: Biały wąż (Die weiße Schlange, TV) jako król Konrad
- 2015: Herbert jako Specht

### Seriale TV
- 1974: Tatort odc. „Eine todsichere Sache” jako dr Pechelt
- 1976: Der Winter, der ein Sommer war jako Hoym, zabójca
- 1986: Powrót na Wyspę Skarbów (Return to Treasure Island) jako Hans Van Der Brecken
- 1986: Strach na wróble i pani King (Scarecrow and Mrs. King) jako Roger Ingle
- 1987: Ameryka (Amerika) jako major Helmut Gurtman
- 1990: Matlock jako Louis Castille
- 1990: Gliniarz i prokurator jako Lincoln Hart
- 1990: Knots Landing jako Marco Conti
- 1990: MacGyver jako Helmut Weise
- 1990: Star Trek: Następne pokolenie jako Esoqq
- 1992: Przygody Tarzana (Tarzán) jako porucznik komandor Buzz McAllister
- 1992: Matlock jako Jack Huntington
- 1993: Napisała: Morderstwo jako Hans Dietrich
- 1997: Babilon 5 jako Dukhat
- 1998: Sliders jako Kolitar
- 2000: JAG – Wojskowe Biuro Śledcze jako R.C. Coffin
- 2000: Jack i Jill jako Reiner Redlich
- 2000-2001: Aeon - Countdown im All jako Maxim Rakoczy
- 2011: Der letzte Bulle jako John Kirsch
- 2017: Einstein jako prof. Stefan Jäger
- 2019: Tatort odc. „Borowski und das Haus am Meer” jako Heinrich Flemming

## Dyskografia
- 1970: Blues Faces – LP (wyd. Decca Royal Sound, Hamburg)
- 1976: Werd' ich noch jung sein, wenn ich älter bin? – LP (wyd. Deutsche Grammophon, Hamburg)
- 1979: Automatenklacker – LP (wyd. EMI-Electrola, Kolonia)
- 1981: Schöne Music – LP (wyd. Racket)
- 1982: Schöne Bescherung – Live LP (wyd. Lava, Hanower)
- 1995: Gnadenlos verliebt – CD (wyd. Koch International, Monachiun)
- 2005: Schönes Chaos: Songs & Stories – Reiner Schöne & die Kowboys; CD, wyd. Pendragon, Bielefeld, ISBN 3-86532-013-9
- 2012: Mitten ins Herz – CD (wyd. Hypertension Music)